# Arnhemse Hockey Club
De Arnhemsche Hockey Club is opgericht op 8 november 1911 en is een van de oudste hockeyverenigingen in Nederland. In tegenstelling tot wat de naam doet vermoeden liggen de velden inmiddels op de Veluwezoom in Velp aan de Beekhuizenseweg 95 (Sportpark Beekhuizen).
In 2007 telde de vereniging rond de 920 leden, waarvan ruim de helft jeugdleden. De senior sector (negen teams) bestaat voor bijna de helft uit studenten van Larenstein en de Hogeschool van Arnhem en Nijmegen (HAN). Verder bestaat er een florerende Veteranen sector (speelsters en spelers ouder dan 35 jaar) met vier heren en twee dames teams. Paradepaardje in de Veteranen sector is het Veteranen A team, dat negenmaal districtskampioen van de hoofdklassen Veteranen werd in de afgelopen tien jaar en daaruit viermaal landskampioen.
Op dit moment (seizoen 2023/2024) speelt Dames 1 (2e klasse) en Heren 1 (2e klasse)